# Terrariofilia

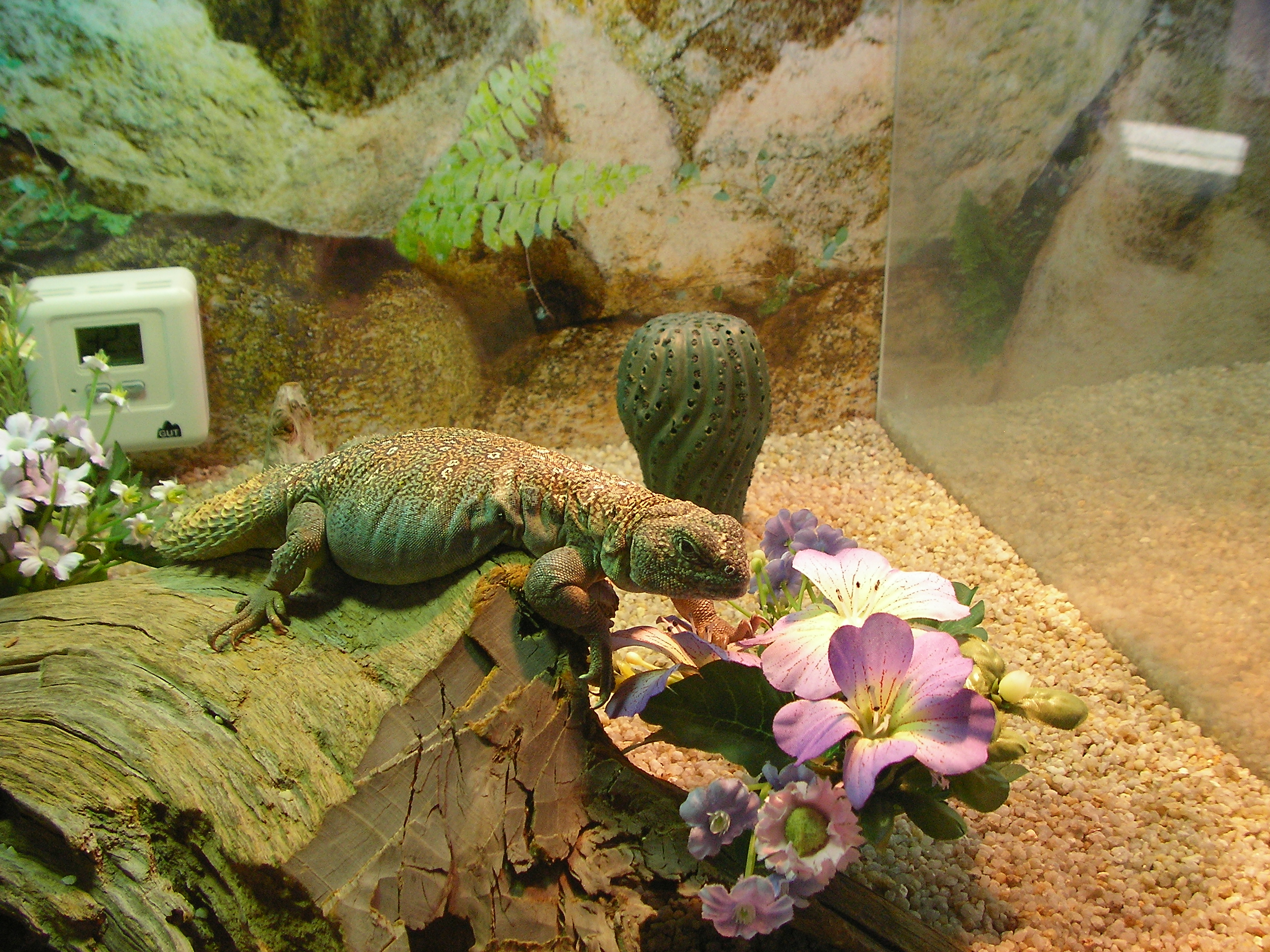
Lagarto de cola espinosa en un terrario.

La Terrariofilia es la planificación, establecimiento, configuración y mantenimiento de un terrario habitado por animales (por ejemplo, lagartijas, serpientes, ranas y / o insectos u otros invertebrados). Dándole un significado algo más amplio, podemos decir que la terrariofilia es una afición o hobby que consiste en el mantenimiento de animales (generalmente, reptiles, anfibios o artrópodos) de vida terrestre o semiacuática de los más diversos hábitats bajo condiciones que simulan lo más fielmente posible el modo de vida de la especie mantenida y controlando los parámetros de estas condiciones en el ambiente de un terrario u otro recipiente adecuado y destinado a tal uso.
Los aficionados a la terrariofilia son llamados terrariófilos; asimismo y destinadas a estos terrariófilos se organizan ferias de diversa periodicidad con las novedades técnicas del sector y la posibilidad de comprar animales y material, son las denominadas Bolsas de Reptiles.
La terrariofilia es un hobby en el que intervienen el aprendizaje y aplicación de conocimientos diversos de las más variadas disciplinas: herpetología, geografía, nutrición y electricidad son probablemente los campos en los que el terrariofilo se vea en la necesidad de estar más cultivado para poder avanzar exitosamente en su afición.

## Orígenes de la terrariofilia

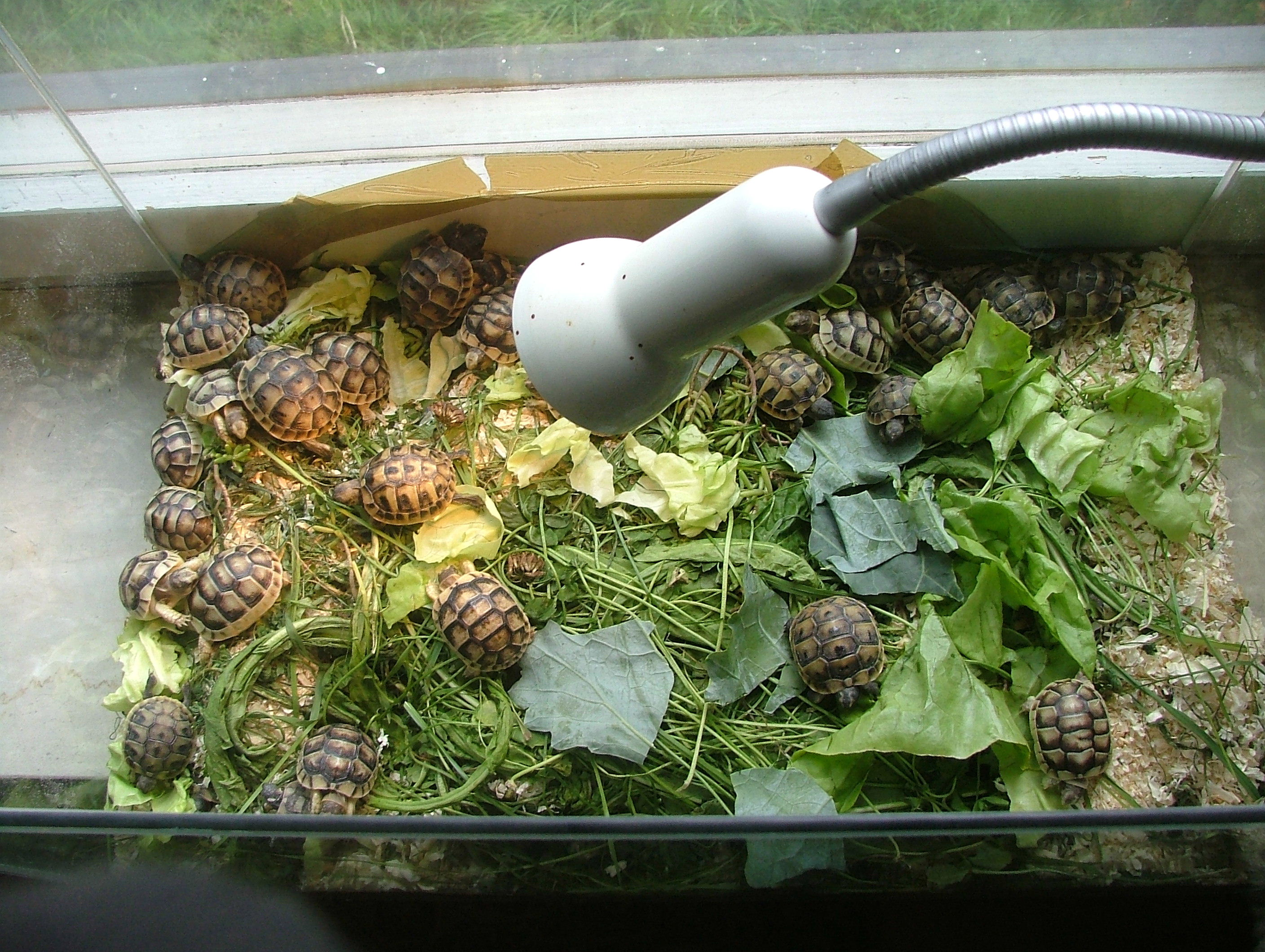
Tortugas de tierra en un terrario de cría.

No es claramente conocido el origen concreto ni quienes fueron los primeros interesados en el mantenimiento, disfrute y observación de animales en terrarios, si bien no es una actividad en absoluto nueva y probablemente tenga ya varios siglos de antigüedad.
Podemos tomar como uno de los primeros referentes al intento de mantener animales en condiciones ambientales controladas en las colecciones zoológicas privadas de reyes y aristócratas del siglo XVIII que disfrutaban de la observación y ocasional exhibición de su repertorio de animales y plantas exóticos. Remontándonos un poco más en la historia humana, en torno al siglo V a. C. incluso podemos encontrar escritos de Heródoto en los que se relata como los  cocodrilos del Nilo eran adorados, cuidados y alimentados en estanques y templos egipcios. Se trata muy probablemente del testimonio escrito más antiguo acerca del cuidado de reptiles en ambientes humanos.   
Volviendo a las colecciones privadas y posteriores zoológicos que comenzaron a surgir en el siglo XVIII, la realidad era que el mantenimiento de reptiles, anfibios y artrópodos (sobre todo reptiles) resultaba muy poco o nada exitoso, condenando a la práctica totalidad de especies que se intentaban cuidar en cautividad a una muerte temprana. Esto era debido a los rudimentarios (o frecuentemente nulos) métodos de calefacción e iluminación utilizados y al gran desconocimiento de las costumbres, dieta y necesidades de estas especies, en muchos casos especies totalmente nuevas y desconocidas para el mundo occidental de la época.  
Por suerte el avance en el conocimiento y la técnica de la terrariofilia ha avanzado enormemente con cada paso de década gracias al interés de los terrariófilos más inquietos e interesados en aumentar el éxito de supervivencia y cría de estos animales en cautividad.

## La terrariofilia moderna

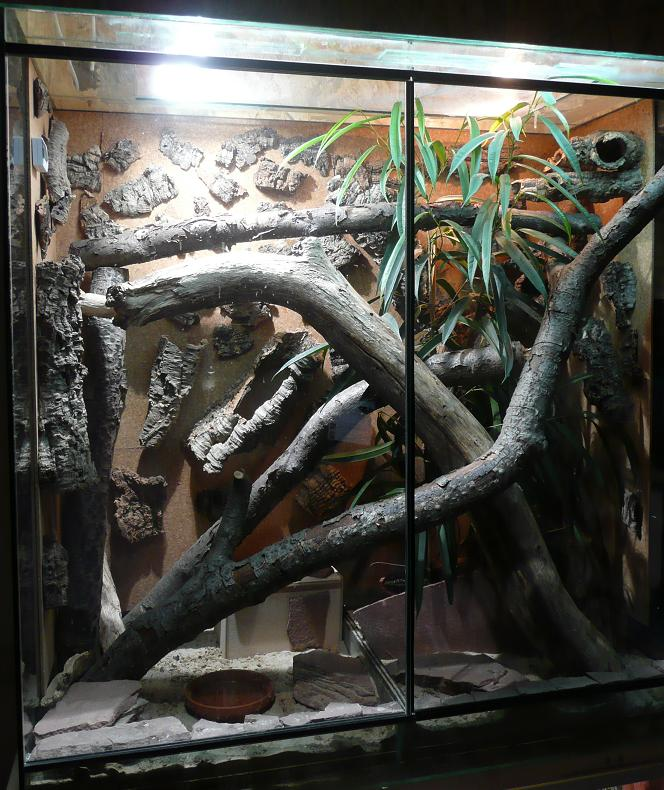
Terrario moderno

Actualmente, y pese a que la terrariofilia se ha desarrollado de modo explosivo desde finales del siglo XX, no se puede siquiera insinuar que sea una disciplina de carácter científico, tal y como si ocurre con la acuariología (rama científica de la acuariofilia).
Hoy día los progresos en los sistemas de construcción de terrarios, iluminación, control de temperatura y humedad, y los nuevos avances en la veterinaria de animales exóticos han sido los principales impulsores del mantenimiento y reproducción de innumerables especies en cautividad, favoreciendo el desarrollo de la terrariofilia hacia una disciplina cada vez más científica y útil. 
Sin embargo cabe mencionar que el desconocimiento de la biología y modo de vida de todavía una gran parte de las especies (incluso muchas que comúnmente se pueden encontrar en los comercios del ramo) sigue siendo una gran desventaja.
Las medias verdades y creencias populares abundan también el hobby del terrario [..]es fundamental el entendimiento de todos los factores que influyen en las criaturas y en su entorno antes de adentrarse en este mundo. La información exacta es también una condición previa.

## La problemática del tráfico de especies
El tráfico ilegal de especies es un lucrativo negocio que se cuenta entre los que más dinero negro mueve anualmente en todo el mundo, puesto que al parecer únicamente le arrebatan el tráfico de drogas y armas. En principio se comercia tanto con especímenes muertos, disecados, o partes de estos, como con animales vivos, normalmente estos para venderlos como mascotas exóticas o exhibirlos en exposiciones comprándolos a bajos precios en su origen pero acrecentándose considerable e incluso exorbitadamente su valor monetario al llegar a su destino de venta.
Sin embargo cabe añadir, que no sólo la captura, exportación e importación de fauna es uno de los principales problemas desencadenados por y a los que se enfrenta la terrariofilia actual: las importaciones legales de fauna capturada a otros países a menudo se convierten en movimientos masivos de animales, generalmente trasportados en condiciones no controladas por ningún organismo gubernamental y con formas poco éticas y crueles: sin apenas espacio, agua ni comida durante largos trayectos hasta llegar a su destino, tras lo cual se calcula que cerca del 80% de estos animales no sobrevive al viaje ni a los primeros días de su siguiente distribución; es más, sólo un 5% de los supervivientes restantes sobrevive posteriormente a su siguiente año en cautividad tras ser vendidos en un comercio al público.
Este hecho, que por desgracia es desconocido por muchos terrariófilos y en particular por los más noveles, deja en evidencia la necesidad de una mayor difusión de la información y de una educación y aprendizaje previo a la adquisición de cualquier animal exótico, más aún teniendo en cuenta que el abanico de especies de reptiles, anfibios y otros animales exóticos disponibles que se crían regularmente en cautividad todos los años en Europa es más que considerable. 
Para la protección de la fauna (y flora) existen convenios internacionales como el CITES, además de la legislación propia de cada país en lo que acontece a la protección de fauna silvestre y el mantenimiento de animales exóticos.

## La problemática de las especies invasoras

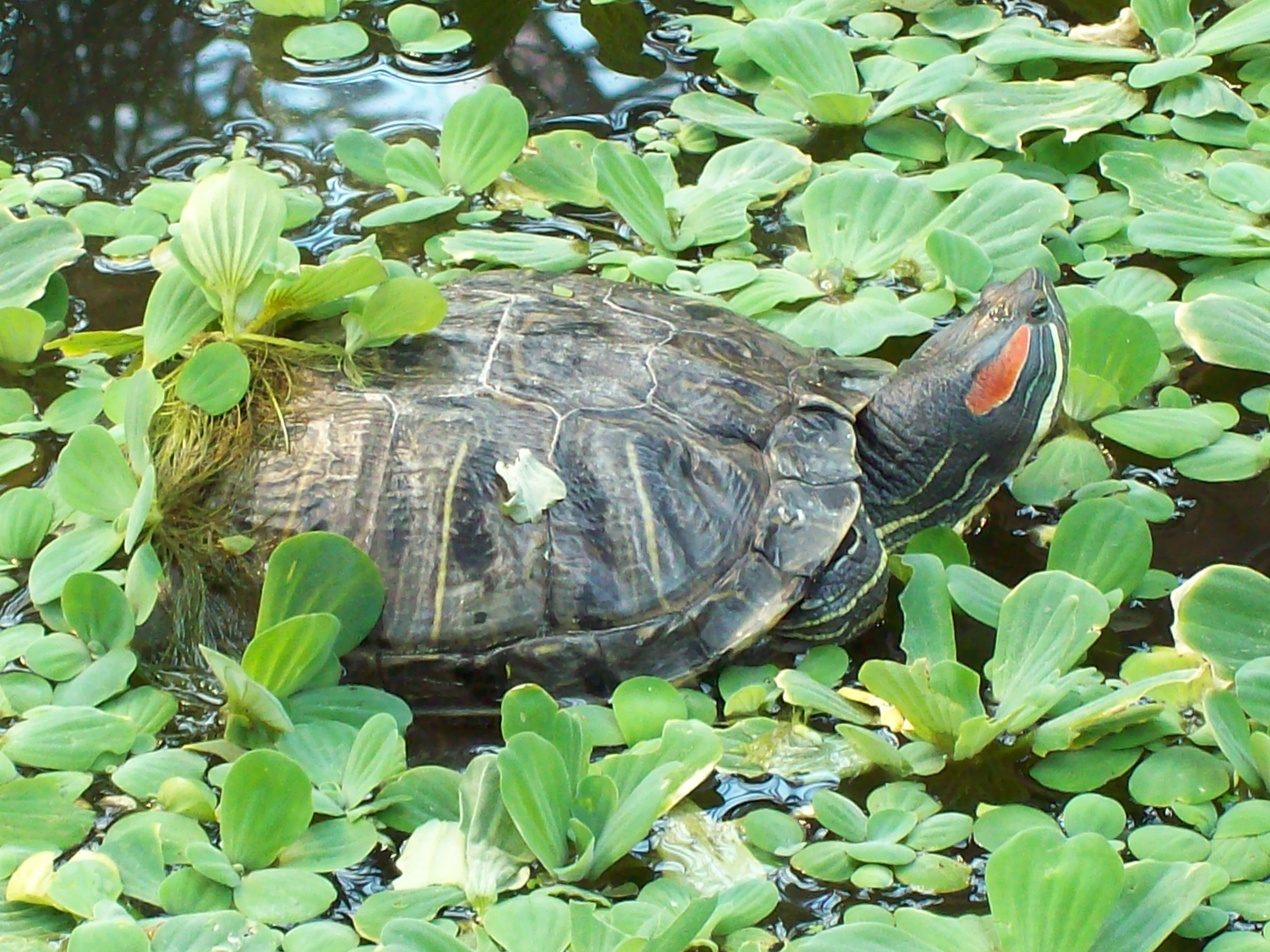
T.scripta elegans en un estanque artificial de Madrid, España

Otro de los más graves problemas adicionales en que la terrariofilia actual tiene gran parte de culpa (junto con los escapes de fauna exótica de granjas peleteras y piscifactorías, y repoblaciones artificiales con peces alóctonos orientadas a la pesca en agua dulce, entre otros), es la introducción provocada o accidental y al asentamiento de especies alóctonas invasoras, hecho provocado por una falta de responsabilidad y acrecentado por el desconocimiento de la especie exótica que se está comprando y que a la larga (por un crecimiento desmesurado en la edad adulta, episodios agresivos o de territorialidad durante la época reproductiva, etc.) provocan que el dueño de su mascota se deshaga de ella "liberándola" en el medio silvestre, pudiendo llegar a crear fatales desequilibros ecológicos como el conocido caso de los múltiples asentemientos de tortugas de Florida repartidos por toda la península ibérica, donde esta especie exótica desplaza y en algunos casos incluso sustituye a los galápagos autóctonos de sus zonas habitables. Incluso a nivel mundial, las especies exóticas invasoras son una grave amenaza ecológica, y la segunda causa de amenaza y extinción de especies, precedida tan solo por la pérdida de hábitat.

## Lectura recomendada
- Eugene Bruins La Enciclopedia del Terrario, Ed.Libsa.
- Enrique Dauner El Terrario fácil, Ed.De Vecchi
- Mervin F.Roberts Mi Terrario, Ed. Hispano Europea